# L'enigma dello spillo
L'engima dello spillo (titolo originale The Clue of the New Pin) è un romanzo poliziesco dello scrittore britannico Edgar Wallace, pubblicato nel 1923. 

## Trama
Jesse Trasmere è un ricco uomo d'affari che ha guadagnato in gioventù somme enormi con i suoi traffici in Cina. Rimasto legato a vecchie abitudini, non si fida delle banche ma tiene tutto il suo denaro chiuso in una stanza sotterranea della sua villa, dotata di una porta a prova di scasso. Un pomeriggio viene ritrovato morto in quella stanza, colpito alla schiena da un proiettile di rivoltella. La porta è chiusa dall'interno, l'unica chiave esistente si trova sul tavolo di fronte al cadavere e non c'è traccia della pistola che ha sparato il colpo mortale. Il giornalista Tab Holland e l'ispettore Carver si trovano di fronte a un enigma apparentemente irrisolvibile, nel quale figurano anche la fuga del domestico di Trasmere (un ex-galeotto), le minacce di un suo vecchio socio recentemente tornato dall'Oriente e il misterioso legame che univa il vecchio avaro alla famosa attrice teatrale Ursula Ardfern.

## Personaggi principali
- Jesse Trasmere - ricco commerciante
- Yeh Ling - suo socio in affari
- Rex Lander - suo nipote, architetto
- Somers "Tab" Holland - giornalista
- Ursula Adrfern - famosa attrice
- Wellington Brown - ex socio di Trasmere
- Walters - domestico di Trasmere
- John Stott - architetto
- Carver - Ispettore di Scotland Yard

## Critica
"L'enigma dello spillo è quanto di più vicino Wallace sia mai andato a scrivere una tradizionale storia della camera chiusa. Anche qui, però, la sua assoluta esuberanza comporta che l'indagine sui due misteriosi delitti venga relegata a un ruolo di secondo piano tra una varietà di altre attrazioni: il corteggiamento di Tab, la storia di Ursula, il personaggio di Yeh Ling, e il misterioso segreto di Jesse Trasmere. Ma Wallace riesce a destreggiarsi e a far balzare fuori la sua sorpresa finale con considerevole brio. Un Wallace eccellente e un libro appassionante."
Il libro viene citato in La tragedia in casa Coe di S. S. Van Dine, nel quale un personaggio trae ispirazione dal romanzo di Wallace per realizzare un trucco simile per chiudere a chiave una porta dall'esterno.

## Opere derivate
Nel 1929 venne tratto dal romanzo il film The Clue of the New Pin, diretto da Arthur Maude e con John Gielgud nel ruolo di Rex Trasmere. Fu una delle pochissime pellicole girate con il sistema sonoro British Phototone, basato su una serie di dischi fonografici da 12 pollici sincronizzati con la pellicola.
Nel 1961 il romanzo venne adattato per un B-movie inglese, The Clue of the New Pin, con James Villiers nella parte di Tab Holland. Faceva parte della serie I gialli di Edgar Wallace,  film originariamente realizzati per il cinema, che furono riadattati e trasmessi anche in versione televisiva.
La trama del film italiano del 1972 Cosa avete fatto a Solange? di Massimo Dallamano è vagamente ispirata al romanzo.

## Edizioni
- Edgar Wallace, L'enigma dello spillo, I libri Gialli, 22, Mondadori, 1931,  p. 258.
- Edgar Wallace, L'enigma dello spillo, traduzione di Roberta Formenti, Il giallo economico classico, Compagnia del Giallo, 1994,  p. 128.